# Аеродроми у Републици Српској
Република Српска спада у земље са изузетно добрим прометним положајем. Ово се односи и на ваздушни саобраћај, у ком се посљедњих година биљеже одређени помаци ка побољшању, повећању броја летова и путника. Аеродромима на територији Републике Српске управља Јавно предузеће „Аеродроми Републике Српске“.
Највећи и најважнији аеродром у земљи је бањалучки аеродром у Маховљанима, удаљен 23 km од средишта града. Овај аеродром је био и авио база Ратног ваздухопловста и противваздушне одбране Војске Републике Српске.

## Списак аеродрома
У Републици Српској постоји шест аеродрома, од којих само један има ИАТА код. Списак аеродрома у Српској је дат у сљедећој табели:
| Општина/Град | Локација  | ИАТА код | ИКАО код | Име аеродрома                  | Званична страница |
| ------------ | --------- | -------- | -------- | ------------------------------ | ----------------- |
| Лакташи      | Маховљани | BNX      | LQBK     | Међународни аеродром Бања Лука |                   |
| Бања Лука    | Залужани  |          | LQBZ     | Аеродром Залужани              |                   |
| Бијељина     | Хасе      |          | LQBN     | Аеродром Бијељина              |                   |
| Добој        | Руданка   |          | LQDO     | Аеродром Добој                 |                   |
| Модрича      | Модрича   |          | LQMD     | Аеродром Модрича               |                   |
| Приједор     | Урије     |          | LQPD     | Аеродром Урије                 |                   |

### Планирани аеродроми
Дужи низ година Влада Републике Српске има у плану изградњу два међународна аеродрома. Један би био у Источном Сарајеву, на територији општине Соколац, а други у Требињу.